# Litteris altero abhinc
Litteris altero abhinc je papinski sažetak (lat. breve) kojeg je papa Pio VIII. objavio 25. ožujka 1830. godine koji se bavi pitanjem mješovitih brakova između katolika i nekatolika, što je u to vrijeme predstavljalo značajan izazov za Katoličku Crkvu.
Papa Pio VIII. naglasio je da Crkva može blagosloviti mješovite brakove (između katolika i nekatolika) samo ako su unaprijed dana čvrsta obećanja da će djeca iz tih brakova biti odgajana u katoličkoj vjeri. U slučajevima gdje takva obećanja nisu dana, svećenicima je bilo dopušteno pružiti "pasivnu asistenciju" tijekom ceremonije, što znači da mogu prisustvovati kao svjedoci, ali bez formalnog blagoslova ili sakramentalnog priznanja braka.
Također, ovim sažetkom papa je ponovno potvrdilo ranije papinske osude slobodnog zidarstva, osobito ističući njegov štetan utjecaj na obrazovanje.